# Böndag
Böndagar är av den världsliga överheten förordnade "tacksägelse-, bot- och böndagar" som förekommer i de flesta evangeliska kyrkor. 
I Sverige var de brukliga redan under medeltiden. För att avvända en smittosam sjukdom lät Magnus Ladulås 1280 och 1289 påbjuda allmän fasta och bättring. Gustav Vasa lät 1544 anordna åtta på varandra följande bönedagar till avvärjande av oväder och andra landsolyckor, och sedan bestämde han att årligen fyra bönedagar skulle firas efter varandra. Erik XIV förnyade 1567 påbudet om bönedagars hållande. Även Karl IX, Gustav II Adolf och drottning Kristina lämnade föreskrifter i samma syfte.
År 1676 bestämdes att de stora böndagarna skulle vara fyra till antalet. De firades då på fredagar, men från och med 1773 på lördagar. Under en period växlade de mellan lördagar och söndagar för att efter 1807 enbart hållas på söndagar.
Datum för böndagarna fastställdes för ett år i taget genom det så kallade böndagsplakatet. Under perioden 1676–1807 fördelade sig böndagarna på följande sätt: 
- första böndagen inföll vanligen i mars eller april, men ibland i maj
- andra böndagen inföll vanligen i maj eller juni men ibland i april
- tredje böndagen inföll vanligen i juni eller juli men ibland i augusti
- fjärde böndagen inföll vanligen i augusti, september eller oktober men ibland i november.[3]

De datum som angavs i böndagsplakatet följdes emellertid inte slaviskt. Detta gällde inte minst i lappmarken, där första böndagen ofta inföll vid en tidpunkt då det var svårt att färdas och övriga böndagar då den fjällsamiska befolkningen befann sig långt från kyrkplatserna. Under 1700-talet började man därför alltmer anpassa böndagarna till för befolkningen lämpliga tidpunkter. Så fastställdes böndagarna i Jokkmokk 1730 till Larsmäss (10 augusti), helgamäss (1 november), Andersmäss (30 november) och tredjedag jul. Vid Sorsele lappkapell firades 1743 endast den första böndagen vid rätt tid. Övriga böndagar hölls vid Persmäss (29 juni), Larsmäss (10 augusti) och söndagen före domssöndagen. Vid socknens huvudkyrka i Lycksele firades böndagarna däremot på de tidpunkter som fastställdes i böndagsplakatet.
Från och med 1807 firades i Svenska kyrkan böndagarna på fyra speciella söndagar, för särskilda böneämnen. Dessa avskaffades i 1983 års evangeliebok i Sverige, men i Finland lever traditionen vidare. Före 2008 firades böndagar även i Finland fyra gånger om året, alltid på söndagar, men nuförtiden bara två gånger om året, alltid den 18 januari och 24 oktober.
Av hävd kungjordes böndagsplakatet på nyårsdagen. Däri förklarades tankegången med det val man gjort för det kommande årets böndagar, vilka alltid hade egna texter, som inte infogades i evangelieboken, utan var nya för vart år.
De fyra böndagarna är
1. Botdagen
2. Reformationsdagen
3. Missionsdagen
4. Tacksägelsedagen

Av dessa är det bara Tacksägelsedagen som fortfarande har en egen söndag i den rikssvenska kyrkoalmanackan. Sexagesima har det alternativa namnet "Reformationsdagen" och Heliga Trefaldighets dag heter även "Missionsdagen". "Botdagen" har ersatts av Askonsdagen.
I Danmark lever traditionen med böndagar kvar med Store bededag.